# Regionalismo (Italia)
Il regionalismo, in Italia, è il processo di decentramento che ha portato a concedere autonomia legislativa e amministrativa alle regioni italiane.
Il decentramento amministrativo in Italia è stato introdotto nel 1948 con la Costituzione Italiana, in cui viene esplicitamente citato all'articolo 5, come principio alternativo e opposto al principio dell'accentramento amministrativo. La sua realizzazione è avvenuta in maniera graduale e progressiva, in tema si ricordano la legge 16 maggio 1970, n. 281, la legge 22 luglio 1975, n. 382 e il d.lgs. 31 marzo 1998, n. 112.
I suoi fautori sostengono che il decentramento regionale offra maggiori garanzie contro ogni attentato alla libertà: esso risponderebbe agli effettivi bisogni della vita del paese (autonomie amministrative che comportano una maggiore conoscenza dei problemi economici della singola regione), varia nella sua unità, e permetterebbe una struttura dello Stato più articolata e democratica.

## Storia

### Dal risorgimento al ventennio fascista
Le istanze regionaliste e federaliste trovarono ampia espressione nel Risorgimento italiano: Vincenzo Gioberti, Carlo Cattaneo e Giuseppe Ferrari furono i principali sostenitori dello Stato federale. Nel marzo 1860, in seguito ai plebisciti risorgimentali, il Regno di Sardegna si era notevolmente ingrandito fino a confinare col Veneto e con le Marche e ad inglobare la Toscana. Emerse così il problema di quale ordinamento amministrativo adottare; il presidente del Consiglio Camillo Benso, conte di Cavour incaricò il suo ministro dell'Interno, Luigi Carlo Farini, di avviare una riflessione sull'assetto del nuovo stato. Farini ottenne dal parlamento l'istituzione, con legge del 24 giugno 1860, di una «Commissione temporanea di legislazione», presso il Consiglio di Stato (a Torino), appositamente incaricata.
Il 13 agosto – quando Giuseppe Garibaldi aveva già conquistato la Sicilia e si apprestava a risalire la Calabria diretto a Napoli – Luigi Carlo Farini aprì ufficialmente i lavori della Commissione delineando un piano di riassetto dei poteri territoriali. Farini partì dal presupposto che occorresse «rispettare le membranature naturali dell'Italia». In altre parole, occorreva prendere atto dello storico frazionamento della penisola in più stati e accettare i confini degli stati preunitari nel nuovo ordinamento: così, le antiche frontiere interne sarebbero divenute fattore di coesione. Il documento, detto Nota Farini (anche se fu redatto dal segretario della commissione, Gaspare Finali), elencava sei aggregati interprovinciali: Piemonte, Sardegna, Liguria, Lombardia, «Emilia» (nome che designava all'epoca il territorio da Piacenza a Cattolica) e Toscana. La Nota fu recepita il 31 agosto 1860 in un progetto di legge.
Gli eventi militari si susseguirono con tale rapidità da scavalcare in breve tempo il progetto della commissione: in settembre l'esercito sabaudo conquistò Marche ed Umbria (cui seguì il plebiscito d'annessione); nel Sud l'avanzata dei Mille di Garibaldi procedeva sicura, tanto che si prospettava un trionfo per il generale nizzardo. Farini si sentì improvvisamente al di fuori dei giochi e, deciso a non farsi sopraffare dagli eventi, il 28 settembre partì per Napoli al seguito di Vittorio Emanuele II. I lavori della commissione proseguirono con il successore di Farini agli Interni, Marco Minghetti.
In breve tempo Minghetti elaborò il proprio progetto (nota orientativa del 28 novembre 1860) ribaltando la prospettiva di Farini: secondo il nuovo ministro la provincia era il vero perno delle tradizioni locali; l'istituzione delle regioni (di cui non venne fornito l'elenco) era contemplata solo in via transitoria, per «facilitare il trapasso dallo stato di divisione» alla formazione di un ordinamento politico coeso. Il «discentramento amministrativo» prefigurava l'istituzione di un ente intermedio tra Province e Stato, il «consorzio interprovinciale», le cui competenze comprendevano: lavori pubblici; scuole pubbliche superiori; bonifiche fondiarie; caccia e pesca. Per quanto riguarda gli organi direttivi, come la provincia aveva un consiglio ed era guidata da un organo monocratico (il prefetto), così il consorzio interprovinciale sarebbe stato guidato da un «Governatore» con poteri effettivi, concepito come "delegato del ministro dell'Interno".
L'anno seguente, all'inizio della VIII Legislatura del Regno di Sardegna, la commissione guidata da Minghetti consegnò il progetto in Consiglio dei Ministri, che approvò quattro decreti per la sua realizzazione. Il 13 marzo 1861 Minghetti presentò al Parlamento subalpino i decreti e contro di essi si formò un'ampia e trasversale maggioranza. Per evitare un repentino affossamento, il ministro ottenne di trasferire il dibattito in commissione, dove però il progetto fu bocciato il 22 giugno. Infine, il presidente del Consiglio Bettino Ricasoli il 9 ottobre di quell'anno abolì le Luogotenenze di Firenze, Napoli, Palermo, dichiarando la cessazione dell'autonomia della Toscana e dell'ex Regno delle Due Sicilie. Il regionalismo era definitivamente affossato. Fu preferito il modello napoleonico, che non prevedeva nessun organo sovraprovinciale.
Nel 1864, quando emerse la necessità di realizzare le prime statistiche nazionali sociali ed economiche, si dovette ovviare alla mancanza delle regioni. Il primo coordinatore della statistica nazionale, Pietro Maestri, superò il problema "ritagliando" delle circoscrizioni territoriali "secondo la loro coesione topografica". Il Maestri, cioè, non eseguì il suo lavoro basandosi su criteri storici, ma effettuò un puro e semplice raggruppamento di province. L'autore, inoltre, sostenne che la propria ripartizione aveva valore provvisorio, nell'attesa che i criteri di ripartizione fossero meglio definiti. Era nato il primo riparto statistico del territorio italiano.
| I 14 compartimenti di Pietro Maestri (fonte: L' Italia economica nel 1868) | Le 15 regioni di Alfeo Pozzi (fonte: L'Italia nelle sue presenti condizioni fisiche, politiche, economiche, e monumentali descritta alle scuole ed alle famiglie, 1870) |
| -------------------------------------------------------------------------- | --- |
| Piemonte                                                                   | Regione piemontese o dell'Alto Po |
| Lombardia                                                                  | Regione lombarda o della media traspadana |
| —                                                                          | Regione veneta o della traspadana orientale |
| Emilia                                                                     | Regione dell'Emilia o della media cispadana |
| Emilia                                                                     | Regione romagnola o della cispadana orientale |
| Liguria                                                                    | Regione ligure |
| Toscana                                                                    | Regione toscana |
| Umbria                                                                     | Regione tiberina, o umbro-romana |
| —                                                                          | Regione tiberina, o umbro-romana |
| Marche                                                                     | Regione delle Marche o della Riviera adriatica |
| Abruzzi e Molise                                                           | Regione abruzzese, o dell'Appennino centrale |
| Campania                                                                   | Regione campana o della pianura tirrenica |
| Puglie                                                                     | Regione pugliese o della pianura adriatica |
| Basilicata                                                                 | Regione calabrese o dell'Appennino bimare |
| Calabrie                                                                   | Regione calabrese o dell'Appennino bimare |
| Sicilia                                                                    | Regione sicula |
| Sardegna                                                                   | Regione sarda |
|                                                                            | Differenze rispetto al Maestri: a) l'Umbria è unita al Lazio, b) la Romagna è separata dall’Emilia, c) appare il Veneto, d) la Basilicata è unita alla Calabria.        |

Nel 1870 Alfeo Pozzi pubblicò il manuale L'Italia nelle sue presenti condizioni fisiche, politiche, economiche, monumentali, un libro per le scuole. Le 14 "Circoscrizioni di decentramento statistico-amministrative" elaborate dal Maestri divennero, dopo l'aggiunta del Veneto e del Lazio nel 1870, 16 "Regioni". Il lavoro di Maestri, che fino ad allora era stato diffuso solamente tra gli specialisti, divenne noto al grande pubblico: però Maestri non era citato nel libro, quindi i lettori attribuirono a Pozzi anche l'ideazione delle 16 regioni. Il suo manuale incontrò un'enorme fortuna in tutte le scuole del Regno di ogni ordine e grado. In virtù del consenso che circondò l'opera del Pozzi, questa denominazione ebbe un riconoscimento ufficiale nel 1913: nell'Annuario Statistico Italiano 1912 (Roma, 1913) i 16 compartimenti di Pozzi vennero definiti per la prima volta "Regioni". È tuttavia da notare come rispetto all'opera di Pozzi avessero prevalso la scissione tra Lazio e Umbria e tra Basilicata e Calabria e viceversa l'unione di Emilia e Romagna, tutte proposte dal Maestri.
Per un cinquantennio i confini del Regno e delle sue 16 regioni rimasero pressoché invariati, finché in seguito alla vittoria nella prima guerra mondiale furono unite all'Italia anche la Venezia Tridentina (l'odierno Trentino-Alto Adige) e la Venezia Giulia.
Con il regio decreto del 13 dicembre 1923 il governo fissò le circoscrizioni elettorali in previsione delle elezioni politiche del 1924. Le regioni individuate furono 16, poi ridotte a 15: difatti non fu attuata la prevista circoscrizione del Sannio e prevalse la tradizionale divisione in Campania e Abruzzi-Molise.
| Circoscrizioni elettorali italiane del 1924 |
| ------------------------------------------- |
| Piemonte                                    |
| Liguria                                     |
| Lombardia                                   |
| Veneto                                      |
| Venezia Giulia                              |
| Emilia                                      |
| Toscana                                     |
| Marche                                      |
| Lazio e Umbria                              |
| Abruzzi                                     |
| Sannio                                      |
| Campania                                    |
| Puglie                                      |
| Calabria e Basilicata                       |
| Sicilia                                     |
| Sardegna                                    |

Nel 1925 la successiva legge elettorale (15 febbraio 1925, n. 122) abolì la suddivisione del territorio nazionale in circoscrizioni. Il regime fascista arrivò a sopprimere addirittura le autonomie locali, facendo dipendere i comuni e le province direttamente dall'esecutivo centrale.

### Il secondo dopoguerra e la Repubblica

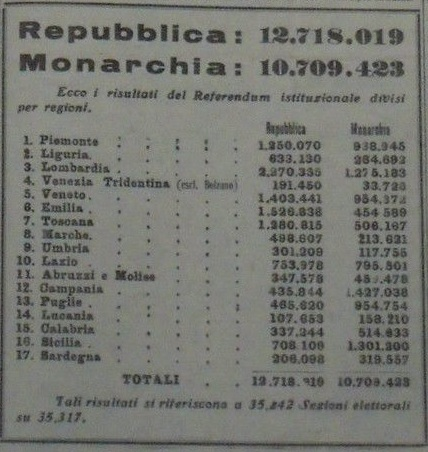
Referendum istituzionale del 1946: la ripartizione regionale del voto come apparve nella stampa dell'epoca. Le differenze rispetto alle circoscrizioni del 1924 sono minime.

Durante la seconda guerra mondiale riemerse in Sicilia un "regionalismo mediterraneo", basato sul "Progetto Massinissa", dell'intellettuale Enrico Di Natale. Il movimento separatista tenne agitata la vita dell'isola per diversi anni. Le rivendicazioni del movimento si spensero anche per l'istituzione della Regione Siciliana, la prima regione italiana (Regio Decreto 15 maggio 1946, che concedeva all'isola una speciale autonomia).
Il 2 giugno 1946 si tenne il referendum sulla forma dello Stato, vinto dalla Repubblica. Successivamente iniziarono i lavori dell'Assemblea Costituente, che si protrassero fino al 22 dicembre 1947.
L'Assemblea nominò al suo interno una Commissione per la Costituzione, composta di 75 membri, incaricati di stendere il progetto generale della carta fondamentale. La Commissione si suddivise a sua volta in tre sottocommissioni. Tra esse, la seconda sottocommissione fu incaricata di elaborare gli articoli relativi all'organizzazione costituzionale dello Stato. Tra i suoi compiti figurò anche la stesura dell'elenco delle regioni. Ne furono eletti Presidente Umberto Terracini (PCI) e segretario Tomaso Perassi (PRI).
Rispetto al 1913, nell'assetto amministrativo dell'Italia erano avvenuti i seguenti cambiamenti:
- Dalle annessioni post prima guerra mondiale il Veneto era stato "triplicato": la regione del 1913 era stata rinominata Venezia Euganea (comprendeva sia il Veneto che il Friuli); poi erano nate: la Venezia Tridentina (attuale Trentino-Alto Adige) e la Venezia Giulia (il totale saliva a 17);
- La Lucania era stata definitivamente distinta dalla Calabria (il totale saliva a 18);
- Nel gennaio 1946 la Valle d'Aosta era diventata circoscrizione autonoma[17](il totale saliva a 19).

Tra tutti i partiti presenti nell'Assemblea Costituente, i principali partiti regionalisti erano: Partito d'Azione, Partito Repubblicano e Democrazia Cristiana; i principali partiti antiregionalisti erano il Partito Socialista e il Partito Comunista; anche la destra era antiregionalista. 
In sede costituente l'argomento “Regioni” avrebbe potuto essere approfondito mediante audizioni di geografi o mediante la raccolta di studi accademici monografici. Ciò non avvenne, né venne affrontato un dibattito sulle realtà regionali nella loro dimensione economica. Non è un mistero che ben 279 tra i membri dell'Assemblea fossero laureati in giurisprudenza. L'argomento fu quindi trattato con un'angolatura ben precisa.
Quando la Seconda Sottocommissione iniziò ad affrontare l'argomento, si trovò davanti due opzioni distinte: 
- un testo, redatto dal Comitato dei Dieci (un comitato di coordinamento), che riproponeva la ripartizione “tradizionale” (quella in uso dall'inizio del secolo e confermata in occasione del Referendum istituzionale del 1946, appena un anno prima l'inizio dei lavori);
- un insieme di mozioni relative all'istituzione di nuove regioni oltre a quelle “tradizionali”. Quelle più consistenti riguardavano[19]:

al Nord: Friuli (si chiedeva l'autonomia dalla Venezia Euganea); Emilia appenninica (la parte del Ducato di Modena che si affacciava sul mare Tirreno, accorpata alla Toscana dopo l'Unità d'Italia); Romagna (autonoma rispetto all'Emilia);
al Centro: Sabina (si chiedeva l'autonomia dal Lazio);
al Sud: il Sannio (si chiedeva l'autonomia dalla Campania); il Molise (autonomo rispetto all'Abruzzo); il Salento (autonomo dalla Puglia).
Il risultato fu che, all'elenco delle regioni tradizionali, se ne aggiunsero quattro: Friuli, Emilia appenninica, Molise e Salento. Inoltre, “Romagna” fu giustapposto ad Emilia per comporre la nuova denominazione “Emilia e Romagna”. Le altre istanze non superarono l'esame del Comitato dei Dieci.
Il 31 gennaio 1947 la Sottocommissione approvò la lista delle regioni da inserire nella Carta Costituzionale (vedi tabella):
| Elenco presentato nel gennaio 1947 (suddivisione tradizionale)                          | Elenco approvato il 31 gennaio 1947 |
| --------------------------------------------------------------------------------------- | ----------------------------------- |
| Piemonte                                                                                | Piemonte                            |
| Piemonte                                                                                | Valle d'Aosta                       |
| Lombardia                                                                               | Lombardia                           |
| Trentino-Alto Adige (ex Venezia Tridentina)                                             | Trentino-Alto Adige                 |
| Veneto (comprendente il Friuli)                                                         | Veneto                              |
| Veneto (comprendente il Friuli)                                                         | Friuli e Venezia Giulia             |
| Liguria                                                                                 | Liguria                             |
| Emilia                                                                                  | Emilia appenninica                  |
| Emilia                                                                                  | Emilia e Romagna                    |
| Toscana                                                                                 | Toscana                             |
| Umbria                                                                                  | Umbria                              |
| Marche                                                                                  | Marche                              |
| Lazio                                                                                   | Lazio                               |
| Abruzzi e Molise                                                                        | Abruzzi                             |
| Abruzzi e Molise                                                                        | Molise                              |
| Campania                                                                                | Campania                            |
| Puglia                                                                                  | Puglia                              |
| Puglia                                                                                  | Salento                             |
| Lucania                                                                                 | Lucania                             |
| Calabria                                                                                | Calabria                            |
| Sicilia                                                                                 | Sicilia                             |
| Sardegna                                                                                | Sardegna                            |
| Fonte: Ettore Rotelli, L'avvento della regione in Italia, Giuffrè Editore, Milano 1967. |                                     |

Successivamente si aprì la discussione generale dell'Assemblea sul Titolo V. Tra le prime decisioni dei costituenti vi fu l'attribuzione dell'autonomia regionale alla Sicilia (e, di conseguenza alla Sardegna) ed alla Valle d'Aosta.
Il 22 luglio 1947, giorno prestabilito per votare l'articolo 131, si dispose il rinvio della discussione. L'Assemblea fu chiamata a votare il 29 ottobre. Quel giorno, inaspettatamente, venne sottoposto ai deputati costituenti non l'elenco approvato il 31 gennaio, ma quello “originale”, cioè la versione precedente. Il fatto sollevò una vivace disputa giuridica: una parte dell'Assemblea considerò illegittima la sostituzione operata dal Comitato dei dieci. Furono presentati due ordini del giorno:
- Targetti, Cevolotto e Grieco proposero la votazione dell'elenco delle 14 regioni a statuto ordinario;
- De Martino, Codacci Pisanelli ed altri proposero invece di non inserire in Costituzione l'elenco delle regioni, ma di demandarlo alla legislazione ordinaria[26].

I regionalisti si schierarono con la prima mozione, individuandola come la più rappresentativa della 'causa' della Regione. Essi posero inoltre una pregiudiziale sull'ordine del giorno opposto.
L'Assemblea votò sulla pregiudiziale: i sì prevalsero sui no per un voto.
In pratica, non fu introdotta nessuna innovazione rispetto all'ordinamento già esistente ai tempi della monarchia. Semplicemente, le "Circoscrizioni di decentramento statistico-amministrative" furono promosse a Regioni.
L'elenco delle regioni fu licenziato dalla Seconda sottocommissione il 30 ottobre.

### Il caso dell'Emilia-Romagna
Nell'elenco approvato il 31 gennaio 1947 figurava il nome “Emilia e Romagna”. La lista sottoposta al voto definitivo il 29 ottobre riportava la denominazione “Emilia”. Fu approvato il nome “Emilia-Romagna”. Si trattò di un caso unico tra le regioni italiane: il nome definitivo non faceva parte né del primo elenco né del secondo.
Le due sedute assembleari nelle quali fu decisa e approvata la nuova denominazione si tennero il 29 e 30 ottobre 1947. Nella seduta decisiva del 30 ottobre molte decisioni della presidenza vennero contestate.
Il 29 ottobre fu approvato un elenco di regioni con 14 nomi, tra cui "Emilia e Romagna". Il 30 ottobre l'elenco fu inserito nell'ordine del giorno per il voto definitivo. Invece subì due modifiche prima del voto: in mattinata "Emilia e Romagna" fu sostituito da "Emilia"; nel pomeriggio fu di nuovo sostituito con "Emilia-Romagna" e fu su questa denominazione che l'assemblea si pronunciò per l'approvazione definitiva.
La mattina del 30 ottobre l'Assemblea si riunì sotto la presidenza di Umberto Terracini (PCI). All'inizio della seduta il presidente mise ai voti, a sua discrezione, uno dei due emendamenti presentati il giorno prima: quello del deputato liberal-monarchico Epicarmo Corbino, che aveva richiesto di espungere dalla denominazione "Emilia e Romagna", i termini "e Romagna". I deputati Benigno Zaccagnini, Cino Macrelli e Gustavo Fabbri presero la parola per segnalare alla presidenza lo scarsissimo numero di deputati presenti in Aula, ben inferiore al numero legale. L'emendamento venne comunque messo ai voti e fu accolto. Nel frattempo erano giunti in Aula molti altri deputati. Volarono urla e grida, la seduta fu sospesa.
Alla ripresa dei lavori nel pomeriggio del 30 i deputati Cino Macrelli e Raimondo Manzini proposero al Presidente la ripetizione del voto. Il Presidente Terracini si rimise alla volontà dell'Assemblea, che si espresse in maniera favorevole. L'emendamento Corbino fu respinto. Altri deputati sollevarono nuove obiezioni: l'Aula non poteva rivotare su una materia su cui si era già espressa. Quanto accaduto poteva costituire un pericoloso precedente.
Il presidente risolse la questione proponendo che il nome della regione sarebbe stato scelto dal "Comitato dei 18" secondo il criterio storico-tradizionale. Fu posto in votazione il seguente ordine del giorno:
L'ordine del giorno passò. Dal punto di vista procedurale la scelta doveva essere tra "Emilia" ed "Emilia e Romagna", poiché solo tali denominazioni comparivano nell'ordine del giorno del 29 ottobre (si trattava rispettivamente dell'o.d.g. De Martino e dell'o.d.g. Targetti). Il Comitato non aveva la facoltà di elaborare un'idea originale. Il Comitato adottò invece una soluzione originale, "Emilia-Romagna". Sebbene non si possa escludere che si sia trattato di un errore materiale, fu questa la denominazione inserita nell'articolo 131 della Costituzione repubblicana.

### L'approvazione della Costituzione repubblicana
Il 22 dicembre 1947 il testo fu votato dall'Assemblea, diventando così l'articolo 131 della Costituzione, che fu promulgata dal capo provvisorio dello Stato Enrico De Nicola il 27 dicembre seguente, e pubblicata sulla Gazzetta Ufficiale n. 298, edizione straordinaria, dello stesso giorno, entrando in vigore il 1º gennaio 1948.
Le autonomie speciali furono coperte dall'art. 116 della nuova Costituzione italiana. La XVII disposizione transitoria e finale della Costituzione previde che l'Assemblea Costituente avrebbe dovuto decidere in materia di statuti regionali speciali (oltre che di legge elettorale del Senato della Repubblica e legge sulla stampa) entro il 31 gennaio 1948. In virtù di questa previsione, il 26 febbraio 1948 vennero promulgate le leggi costituzionali contenenti gli statuti in questione, in deroga al procedimento ordinario di approvazione di una legge costituzionale previsto dall'art. 138 della Costituzione stessa: leggi costituzionali 26 febbraio 1948, nn. 2, 3, 4 e 5. La vicenda della Venezia Giulia, essendo parte di un difficile contesto internazionale, troverà soluzione solamente nel decennio successivo.
L'elenco delle regioni a statuto ordinario sarà aggiornato nel 1963, quando verrà aggiunto il Molise, che diventerà così la ventesima regione italiana (Legge Costituzionale 27 dicembre 1963 n. 3).

### La posizione dei partiti nel secondo dopoguerra e l'attuazione
Il regionalismo della Democrazia Cristiana porta la stessa data di nascita del movimento politico dei cattolici e si richiama al principio della sussidiarietà che, con sintesi efficace, fu espresso da Papa Pio XI:

Il sesto punto dell'Appello ai liberi e forti (18 gennaio 1919) che dava vita al Partito Popolare Italiano, affermava:
Ma già vent'anni prima (nel 1896) al secondo congresso cattolico di scienze sociali svoltosi a Padova, Giuseppe Toniolo aveva affermato:

Nel primo programma del PPI (1919) si affermavano queste linee di azione: 
Luigi Sturzo: 
Decentramento, autonomia e Regioni ritornano in primo piano nel Programma di Milano della Democrazia Cristiana che porta la data del 25 luglio 1943.
Alcide De Gasperi, nel suo primo discorso politico del dopoguerra tenuto a Roma il 23 luglio 1944: 
Al Congresso DC del 1946 Guido Gonella, nella sua relazione, precisava, come mai prima d'allora era stato fatto, il pensiero della Democrazia Cristiana:
1. Il centralismo statale è stata la prima arma del dispotismo, ed è una delle cause della permanente sfiducia contro il potere da parte dell'opinione pubblica;
2. Oggi non basta più il semplice decentramento amministrativo. Per garantire la libertà vogliamo non solo una riforma della burocrazia, ma anche uno Stato istituzionalmente decentrato;
3. Le autonomie comunali devono avere il massimo sviluppo. L'Italia deve ritornare alle sue gloriose tradizioni di libertà comunale;
4. Cardine fondamentale della riforma dello Stato deve essere l'istituzione dell'ente regionale;
5. La regione sarà un ente autonomo rappresentativo ed amministrativo degli interessi locali e professionali, nonché un mezzo normale di decentramento dell'amministrazione statale;
6. I rapporti fra la regione ed i poteri centrali devono essere determinati secondo il criterio di favorire il massimo di autonomia locale nel quadro dello Statuto unitario;
7. Molteplici sono i benefici del rinnovamento dello Stato su basi regionali: si agevola una diretta partecipazione della popolazione alla vita pubblica essendo ogni individuo più atto a trattare i problemi che più da vicino lo riguardano, si snelliscono i congestionati organi burocratici dello Stato rendendoli più agili arrivando a rafforzare l'unità anche con la rappresentanza delle regioni nella seconda assemblea legislativa, si rendono difficili se non impossibili le avventure totalitarie.»

In un'altra occasione lo stesso Gonella affermò: 
(25 aprile 1946)
Mario Scelba nel 1950: 
Alcide De Gasperi il 21 agosto 1952: 
Alcide De Gasperi il 9 novembre 1952: 
Per motivi prettamente ideologici, il PCI è stato in principio contrario all'istituzione delle Regioni in Italia; tale atteggiamento mutò, in seguito, con l'approvazione da parte del PCI della Costituzione repubblicana.
Ecco alcune opinioni espresse nell'immediato secondo dopoguerra.
Ruggero Grieco (da Rinascita n. 3 del 1943):
Renzo Laconi (da Rinascita n. 7 del 1947):
Ruggero Grieco (da Rinascita n. 7 del 1947):
Dopo essere stata accolta nella Costituzione repubblicana, l'autonomia delle regioni venne applicata - per gli enti a statuto ordinario - soltanto con la legge 16 maggio 1970, n. 281 a causa delle dure opposizioni politiche del governo centrale alla possibilità di amministrazioni regionali rette da forze di opposizione, come in Emilia-Romagna e in Toscana. Ulteriori sviluppi si ebbero con le deleghe conferite con la legge 22 luglio 1975, n. 382 ed il relativo regolamento di attuazione (decreto del Presidente della Repubblica 24 luglio 1977, n. 616).

### Le modifiche al titolo V della Costituzione (1999-2001)
Un ulteriore avanzamento del regionalismo è avvenuto tra il 1999 e il 2001; in particolare la legge costituzionale 22 novembre 1999, n. 1 ha sancito l'elezione diretta dei presidenti delle giunte regionali, nonché l'autonomia statutaria delle regioni italiane a statuto ordinario. La successiva legge costituzionale 18 ottobre 2001, n. 3 ha introdotto elementi di federalismo nella Costituzione repubblicana, quali l'equiparazione tra lo Stato, le Regioni e gli enti locali come elementi costitutivi della Repubblica (art. 114), l'attribuzione della competenza legislativa residuale alle Regioni (lasciando allo Stato la competenza nelle materie elencate) o il principio di autonomia finanziaria integrale degli enti territoriali (ancora in attesa di completa attuazione)..
Nel 2001 è stata approvata una riforma al titolo V della Costituzione Italiana che ha notevolmente ampliato le competenze regionali. In precedenza le Regioni avevano competenza legislativa su determinate materie, nel quadro della legislazione statale. Per le materie non menzionate dall'articolo 117 della Costituzione, la competenza legislativa era di esclusiva pertinenza statale.
Con la riforma del 2001 è mutata la prospettiva circa la potestà legislativa in Italia: l'articolo 117 della Costituzione prevede, al secondo comma, una lista tassativa di materie soggette alla potestà legislativa statale e al terzo comma un elenco, altrettanto tassativo, di materie sottoposte alla legislazione concorrente (in cui la potestà legislativa spetta sempre alle regioni, ma nel quadro dei princìpi fondamentali posti dalla legge statale). Il quarto comma prevede infine che, per le materie di non esclusiva competenza statale o non sottoposte alla legislazione concorrente, la potestà legislativa sia esclusivamente regionale.

### Il progetto di riforma costituzionale del 2005
Nel corso della XIV Legislatura era stato presentato un ampio disegno di legge di riforma della II parte della Costituzione (da parte del Ministro per le riforme e la devolution Umberto Bossi), cosiddetta devolution.
Nel secondo referendum costituzionale della storia della Repubblica Italiana, svoltosi il 25 e 26 giugno 2006 (per il quale non era necessario il raggiungimento di un quorum di votanti.), la maggioranza dei votanti ha respinto la riforma.
Nel titolo I, dedicato al Parlamento, le novità principali includevano la trasformazione del Senato in Senato Federale, eletto contestualmente dai Consigli Regionali, e la modifica del "procedimento legislativo", delineandone tre tipi: uno a prevalenza Camera, l'altro a prevalenza Senato, il terzo in cui le due Camere sono poste in posizione paritaria.
Nel titolo III, dedicato al Governo, sarebbe stata modificata la figura del Presidente del Consiglio (che muta in primo ministro). Al primo ministro veniva riconosciuto il potere (oggi formalmente esercitato dal Presidente della repubblica su sua proposta) di nominare e revocare i membri del governo e di indirizzarne il lavoro. In più, in forza delle cosiddette norme anti ribaltone (art. 94 cost. riformato) a seguito del voto di sfiducia espresso dalla Camera dei deputati, il Presidente della Repubblica avrebbe dovuto indire nuove elezioni, a meno che nella mozione approvata non si fosse dichiarato di voler continuare nell'attuazione del programma e si fosse indicato un nuovo primo ministro (cosiddetta sfiducia costruttiva).
La devoluzione si sarebbe concretizzata nella riforma del titolo V (dedicato alle regioni ed agli enti locali): Spetta alle Regioni la potestà legislativa esclusiva nelle seguenti materie:
- assistenza e organizzazione sanitaria;
- organizzazione scolastica, gestione degli istituti scolastici e di formazione, salva l'autonomia delle istituzioni scolastiche;
- definizione della parte dei programmi scolastici e formativi di interesse specifico della Regione;
- polizia amministrativa regionale e locale;
- ogni altra materia non espressamente riservata alla legislazione dello Stato.

Altre materie inquadrate nella legislazione concorrente dalla riforma del 2001, sarebbero tornate di esclusiva competenza statale (passando, in altre parole, dal terzo comma dell'art. 117 cost. al secondo):
- la sicurezza del lavoro
- le norme generali sulla tutela della salute
- le grandi reti strategiche di trasporto e di navigazione di interesse nazionale e relative norme di sicurezza
- l'ordinamento della comunicazione (rimangono ambito della legislazione concorrente la "comunicazione di interesse regionale, ivi compresa l'emittenza in ambito regionale" e la" promozione in ambito regionale dello sviluppo delle comunicazioni elettroniche")
- l'ordinamento delle professioni intellettuali
- l'ordinamento sportivo nazionale (rimane alla legislazione concorrente l'ordinamento sportivo regionale)
- la produzione strategica, il trasporto e la distribuzione nazionali dell'energia (alla legislazione concorrente rimane la produzione, trasporto e distribuzione dell'energia di rilevanza non nazionale).

Altre disposizioni costituzionali sarebbero state significativamente riformate (Consiglio superiore della magistratura, Corte costituzionale).
Come riforma costituzionale non approvata in seconda lettura dai due terzi dei componenti di ciascuna Camera, la devoluzione è stata sottoposta a referendum popolare di conferma su richiesta di alcuno dei soggetti elencati all'art. 138, secondo comma, della Costituzione (ossia, almeno un quinto dei membri di una camera o cinquecentomila elettori o cinque consigli regionali). Il referendum costituzionale, svoltosi il 25 e 26 giugno 2006, ne ha sancito la bocciatura.

## Il controllo contabile della Corte dei conti
Con legge statale n. 213/2012 le Sezioni regionali della Corte dei conti ogni sei mesi sottopongono a verifica il rendiconto della Regione e delle ASL locali, in sede di controllo di legittimità e regolarità sui bilanci preventivi e consuntivi.

(Legge statale n. 213/2012, art. 8)
Il deposito della pronuncia di accertamento sospende la possibilità di attuare i programmi di spesa, entro un termine di 60 giorni per adottare i provvedimenti ripristinatori, che la sezione dovrà di nuovo valutare. Nell'accertamento, le sezioni regionali della Corte dei Conti si avvalgono della Guardia di Finanza come organo di polizia giudiziaria, ad esse subordinato: regolarità e legittimità della gestione, adeguatezza dei controlli interni. La Corte può irrorare sanzioni pecuniarie direttamente in capo agli amministratori responsabili (art. 7).
Analoghi strumenti legislativi non sono previsti, invece, per la puntuale rilevazione quali-quantitativa del servizio erogato ai cittadini e della effettività di altri diritti di rango costituzionale che competono alle Regioni, da parte di organismi giurisdizionali specializzati e dotati di poteri ispettivi, di controllo, e sanzionatori simili a quelli della Corte dei Conti.
In particolare, per quanto riguarda le ASL, non sono previste garanzie per il diritto all salute e la garanzia dei livelli essenziali di assistenza, o il bilanciamento fra opposti diritti costituzionali (almeno nell'orizzonte temporale) come la gestione economico-finanziaria con ottica di lungo periodo, e la esigenze dei cittadini.